# علی‌آباد (جلگه ماژان)
علی‌آباد یک روستا در ایران است که در دهستان جلگه ماژان شهرستان خوسف واقع شده‌است. علی‌آباد ۵۰ نفر جمعیت دارد.